# Пландиште (община)
Пландиште (серб. Пландиште) — община в Сербии, входит в Южно-Банатский округ.
Население общины составляет 12 185 человек (2007 год), плотность населения составляет 32 чел./км². Занимаемая площадь — 383 км², из них 88,9 % используется в промышленных целях.
Административный центр общины — село Пландиште. Община Пландиште состоит из 14 населённых пунктов, средняя площадь населённого пункта — 27,4 км².

## Статистика населения общины
| Год  | Население, чел. |
| ---- | --------------- |
| 1991 | 14 974          |
| 2001 | 13 505          |
| 2002 | 13 317          |
| 2003 | 13 124          |
| 2004 | 12 909          |
| 2005 | 12 682          |
| 2006 | 12 446          |
| 2007 | 12 185          |